# El Gringo
El Gringo ist ein US-amerikanischer Actionfilm von Eduardo Rodríguez aus dem Jahr 2012 mit Scott Adkins in der Hauptrolle. Der Film erzählt die Geschichte eines namenlosen Mannes, der sich mit einer Tasche mit zwei Millionen Dollar in eine von einem Drogenkartell kontrollierte mexikanische Grenzstadt begibt und sich dort gegen fast jeden zur Wehr setzen muss, um zu überleben.

## Handlung
El Gringo ist ein Agent der DEA. Er erreicht mit seinem Wagen die mexikanische Grenze. Bevor er diese zu Fuß mit einer Tasche voller Geld überwindet, steckt er sein Auto samt dem sich in seinem Kofferraum befindlichen angeschossenen Drogendealer in Brand. Auf seinem Weg in die Stadt „El Fronteras“ kommt er an einer kleinen Hütte vorbei. Um an Wasser zu kommen, tötet er die drei unfreundlich gesinnten Männer. Leider gehen in dieser Auseinandersetzung jegliche Vorräte verloren. Er befreit anschließend den Hund der Männer, der ihn fortan begleitet.
In der Stadt El Fronteras gerät El Gringo laufend in Auseinandersetzungen mit der dortigen Bevölkerung. Unter anderem muss er sich gegen den korrupten Sheriff und seinen Schergen Naco behaupten, die allesamt hinter seiner Geldtasche her sind. Nachdem es El Gringos ehemaligem DEA-Kollegen, Lieutenant West, gelungen ist, ihn hier in Mexiko aufzuspüren, nimmt er El Gringo fest und verlässt mit ihm die Stadt. Als El Gringo feststellen muss, dass auch West nur hinter dem Geld her ist, überwältigt und tötet er ihn. El Gringo kehrt in die Stadt zurück und verschenkt dort den Inhalt seiner Tasche an die Bevölkerung, um Anna, die er in den letzten Tagen schätzen und lieben gelernt hat, das Leben zu retten. Als der Sheriff El Gringo erschießen will, rettet ihm der Hund unerwartet das Leben.
El Gringo beschließt, mit Anna in der Stadt, zu bleiben und wird der neue Sheriff in „El Fronteras“.
In mehreren Rückblicken während des Films wird die Vorgeschichte von El Gringo erzählt; von seinem letzten blutigen Einsatz. So kommt es bei einem Treffen von verdeckten DEA-Ermittlern mit Drogenhändlern zu einer Schießerei, bei der seine drei Kollegen getötet und El Gringo verwundet wurden. Bis auf einen starben auch alle Drogenhändler. Diesen packte er in sein Auto, wo er ihn dann vor der mexikanischen Grenze tötete.

## Kritiken
Kino.de wertete: „Clint Eastwood, ‚Eine Handvoll Dollar‘ und ‚High Plains Drifter‘ lassen grüßen in diesem furztrockenen Martial-Arts-Neo-Western aus der ‚Desperado‘-Schule. Dem Vernehmen nach standen Regisseur Eduardo Rodriguez für seinen zweiten Film sieben Millionen Dollar zur Verfügung, und man darf mit Genugtuung feststellen, dass der komplette Betrag auf der Leinwand hochgejagt wird. Scott Adkins aus dem jüngsten ‚Universal Soldier‘ empfiehlt sich einmal mehr als Jason Statham der Zukunft. Fans werden nichts zu meckern haben.“
Actionfreunde.de urteilten: „Was man ‚El Gringo‘ definitiv nicht vorwerfen kann, ist, dass er einen mit einer allzu komplizierten Story langweilen würde.“ Durch immer „grotesker“ werdende Momente „bleibt das Interesse an dem Streifen immer extrem hoch, obgleich rein faktisch gesehen eigentlich so gut wie gar nichts geschieht. Und das schräge Figureninterieur pumpt wie von selbst einen coolen Humor in den Film, der am Ende mit schlitzohrig wohl am besten umschrieben ist.“

## Besetzung und Synchronisation
| Schauspieler     | Rolle              | Synchronsprecher          |
| ---------------- | ------------------ | ------------------------- |
| Scott Adkins     | El Gringo          | Jan-David Rönfeldt        |
| Yvette Yates     | Anna               | Iris Artajo               |
| Christian Slater | Lieutenant West    | Sven Hasper               |
| Israel Islas     | Culebra            | Sebastian Christoph Jacob |
| Erando González  | Chief Espinoza     | Abelardo Decamilli        |
| Sofía Sisniega   | Flaca              | Angela Ringer             |
| Walentin Ganew   | Deputy Chief Logan | Tim Moeseritz             |
| Mani Rosen       | Naco               | Daniel Montoya            |
| Petar Bachvarov  | Tortuga            | Michael Pan               |